# 蒲生郡
蒲生郡（日语：／ Gamō gun */?）是位於日本滋賀縣南部的郡。
現轄有以下2町：
- 日野町
- 龍王町

在1879年實施郡區町村編制法時的轄區包括現在的龍王町全部地區、日野町除南部下駒月地區以外的全部區域、近江八幡市除西南部以外的大部分地區、東近江市的南半部地區。

## 歷史
過去在令制國時代屬於近江國。
7世紀白江口之战後，部分百濟貴族流亡至日本，其中一隻由鬼室集斯帶領的約七百餘人曾被安置於蒲生郡。
11世紀後，有一支藤原秀鄉的子孫以蒲生郡為據點開始發展，成為蒲生氏，並建立日野城，同時北部區域則有近江守護六角氏所建的觀音寺城；蒲生氏後來成為六角氏的部屬，16世紀末織田信長消滅六角氏後蒲生氏改臣服於織田信長，並繼續領有日野城。
1576年織田信長在郡內的安土山興建安土城作為其居城，但在1582年本能寺之變後遭到焚毀，1585年取代織田信長的豐臣秀吉將本地封給豐臣秀次，並在八幡山興建八幡山城，1590年改由京極高次接替，但在1595年由於豐臣秀次遭到豐臣秀吉所殺，八幡山城受帶連帶影響遭到廢除。
在江戶時代大部分區域為幕府直屬及旗本，另有部分區域分屬郡山藩、仁正寺藩、川越藩、仙台藩、水口藩、尾張藩、淀藩、宮津藩、近江宮川藩、山上藩、前橋藩、丸龜藩、伯太藩、峰山藩，其中也有屬於門跡、公家、寺社的領地，而此地的幕府直屬領及旗本領則是由位於滋賀郡大津的大津奉行負責管理。
19世紀末明治維新後，原先的幕府直屬領及旗本領先後改隸屬大津裁判所及大津縣，其他原本屬於各藩的區域則在1871年實施廢藩置縣後，改隸屬郡山縣、西大路縣、川越縣、水口縣、宮川縣、名古屋縣、淀縣、宮津縣、山上縣、前橋縣、伯太縣、峰山縣；不過在僅四個月之後的府縣整併中，郡內全數區域都被併入大津縣，而大津縣又在一個月後更名為滋賀縣。
1879年實施郡區町村編製法時，正式設置近代的行政區劃「蒲生郡」，並在八幡北元町（位於現在的近江八幡市）設置郡役所。

### 沿革

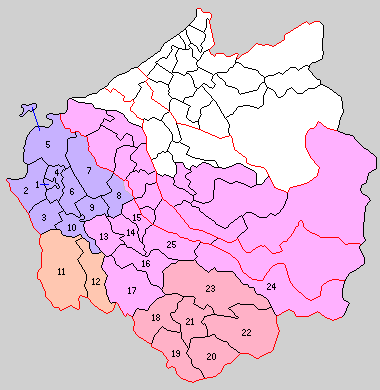
1889年蒲生郡轄下的行政區劃：
1.八幡町、2.岡山村、3.桐原村、4.宇津呂村、5.島村、6.金田村、7.安土村、8.老蘇村、9.武佐村、10.馬淵村、11.鏡山村、12.苗村、13.平田村、14.市邊村、15.中野村、16.櫻川村、17.朝日野村、18.北比都佐村、19.南比都佐村、20.鎌掛村、21.日野町、22.西大路村、23.櫻谷村、24.市原村、25.玉緒村
（紫色：現屬近江八幡市、桃色：現屬東近江市、紅色：現屬日野町、橙色：現屬龍王町）

- 1889年4月1日：實施町村制，蒲生郡下設：八幡町（日语：八幡町 (滋賀県)）、岡山村（日语：岡山村 (滋賀県)）、桐原村（日语：桐原村 (滋賀県)）、宇津呂村（日语：宇津呂村）、島村（日语：島村 (滋賀県)）、金田村（日语：金田村 (滋賀県)）、安土村（日语：安土村）、老蘇村（日语：老蘇村）、武佐村（日语：武佐村）、馬淵村（日语：馬淵村）、鏡山村（日语：鏡山村）、苗村（日语：苗村）、平田村（日语：平田村 (滋賀県)）、市邊村（日语：市辺村）、中野村（日语：中野村 (滋賀県)）、櫻川村（日语：桜川村 (滋賀県)）、朝日野村（日语：朝日野村）、北比都佐村（日语：北比都佐村）、南比都佐村（日语：南比都佐村）、鎌掛村（日语：鎌掛）、日野町、西大路村（日语：西大路村）、櫻谷村（日语：桜谷村 (滋賀県)）、市原村（日语：市原村 (滋賀県)）、玉緒村（日语：玉緒村）。（2町23村）
- 1894年5月12日：櫻谷村被分割為東櫻谷村（日语：東桜谷村）和西櫻谷村（日语：西桜谷村）。（2町24村）
- 1898年4月1日：實施郡制（日语：郡制），郡役所設於八幡町。
- 1923年4月1日：廢除郡會和郡參事會。
- 1926年7月1日：廢除郡役所，此後郡不再作為行政區劃，只作為地名的表示。
- 1933年3月3日：宇津呂村被併入八幡町。（2町23村）
- 1951年4月1日：島村被併入八幡町。（2町22村）
- 1952年3月21日：中野村與神崎郡八日市町（日语：八日市町）合併為新設立的八日市町[2]，屬神崎郡。（2町21村）
- 1954年3月31日：八幡町、岡山村、金田村、桐原村、馬淵村合併為近江八幡市[3]，並脫離蒲生郡。（1町17村）
- 1954年4月1日：安土村和老蘇村合併為安土町。[4]（2町15村）
- 1954年8月15日：平田村、市邊村、玉緒村和神崎郡御園村（日语：御園村）、建部村（日语：建部村 (滋賀県)）、八日市町合併為八日市市[2]，並脫離蒲生郡。（2町12村）
- 1955年1月1日：安土町的清水鼻地區和神崎郡旭村（日语：旭村 (滋賀県)）、南五個莊村（日语：南五個荘村）、北五個莊村（日语：北五個荘村）合併為五個莊町（日语：五個荘町）[2]，屬神崎郡。
- 1955年3月16日：日野町、東櫻谷村、西櫻谷村、西大路村、鎌掛村、南比都佐村、北比都佐村合併為新設立的日野町。（2町6村）
- 1955年4月1日：（3町3村）
  - 朝日野村和櫻川村合併為蒲生町（日语：蒲生町 (滋賀県)）[2]。
  - 市原村和神崎郡永源寺村（日语：永源寺村）合併為永源寺町（日语：永源寺町）[2]，屬神崎郡。
- 1955年4月29日：苗村和鏡山村合併為龍王町。[5]（4町1村）
- 1958年2月1日：武佐村被併入近江八幡市。[3]（4町）
- 2006年1月1日：蒲生町被併入東近江市。[2]（3町）
- 2010年3月21日：安土町和近江八幡市合併為新設立的近江八幡市。[6]（2町）

### 變遷表
| 1889年4月1日   | 1889年 - 1912年            | 1912年 - 1944年                   | 1945年 - 1954年                   | 1945年 - 1954年                   | 1955年 - 1989年                   | 1989年 - 現在                  | 現在                           |
| -------------- | -------------------------- | --------------------------------- | --------------------------------- | --------------------------------- | --------------------------------- | ------------------------------ | ------------------------------ |
| 八幡町         | 八幡町                     | 八幡町                            | 八幡町                            | 1954年3月31日 合併為近江八幡市    | 1954年3月31日 合併為近江八幡市    | 2010年3月21日 合併為近江八幡市 | 2010年3月21日 合併為近江八幡市 |
| 宇津呂村       | 宇津呂村                   | 1933年3月3日 併入八幡町           | 八幡町                            | 1954年3月31日 合併為近江八幡市    | 1954年3月31日 合併為近江八幡市    | 2010年3月21日 合併為近江八幡市 | 2010年3月21日 合併為近江八幡市 |
| 島村           | 島村                       | 島村                              | 1951年4月1日 併入八幡町           | 1954年3月31日 合併為近江八幡市    | 1954年3月31日 合併為近江八幡市    | 2010年3月21日 合併為近江八幡市 | 2010年3月21日 合併為近江八幡市 |
| 岡山村         |                            |                                   |                                   | 1954年3月31日 合併為近江八幡市    | 1954年3月31日 合併為近江八幡市    | 2010年3月21日 合併為近江八幡市 | 2010年3月21日 合併為近江八幡市 |
| 桐原村         |                            |                                   |                                   | 1954年3月31日 合併為近江八幡市    | 1954年3月31日 合併為近江八幡市    | 2010年3月21日 合併為近江八幡市 | 2010年3月21日 合併為近江八幡市 |
| 金田村         |                            |                                   |                                   | 1954年3月31日 合併為近江八幡市    | 1954年3月31日 合併為近江八幡市    | 2010年3月21日 合併為近江八幡市 | 2010年3月21日 合併為近江八幡市 |
| 馬淵村         |                            |                                   |                                   | 1954年3月31日 合併為近江八幡市    | 1954年3月31日 合併為近江八幡市    | 2010年3月21日 合併為近江八幡市 | 2010年3月21日 合併為近江八幡市 |
| 武佐村         | 武佐村                     | 武佐村                            | 武佐村                            | 武佐村                            | 1958年2月1日 併入近江八幡市       | 2010年3月21日 合併為近江八幡市 | 2010年3月21日 合併為近江八幡市 |
| 安土村         | 安土村                     | 安土村                            | 安土村                            | 1954年4月1日 合併為安土町         | 1954年4月1日 合併為安土町         | 2010年3月21日 合併為近江八幡市 | 2010年3月21日 合併為近江八幡市 |
| 老蘇村         |                            |                                   |                                   | 1954年4月1日 合併為安土町         | 1954年4月1日 合併為安土町         | 2010年3月21日 合併為近江八幡市 | 2010年3月21日 合併為近江八幡市 |
| 鏡山村         | 鏡山村                     | 鏡山村                            | 鏡山村                            | 鏡山村                            | 1955年4月29日 合併為龍王町        | 1955年4月29日 合併為龍王町     | 1955年4月29日 合併為龍王町     |
| 苗村           |                            |                                   |                                   |                                   | 1955年4月29日 合併為龍王町        | 1955年4月29日 合併為龍王町     | 1955年4月29日 合併為龍王町     |
| 櫻川村         | 櫻川村                     | 櫻川村                            | 櫻川村                            | 櫻川村                            | 1955年4月1日 合併為蒲生町         | 2006年1月1日： 併入東近江市    | 東近江市                       |
| 朝日野村       |                            |                                   |                                   |                                   | 1955年4月1日 合併為蒲生町         | 2006年1月1日： 併入東近江市    | 東近江市                       |
| 市原村         | 市原村                     | 市原村                            | 市原村                            | 市原村                            | 1955年4月1日 合併為神崎郡永源寺町 | 2005年2月11日 合併為東近江市   | 東近江市                       |
| 神崎郡山上村   | 神崎郡山上村               | 1943年4月1日 合併為神崎郡永源寺村 | 1943年4月1日 合併為神崎郡永源寺村 | 1943年4月1日 合併為神崎郡永源寺村 | 1955年4月1日 合併為神崎郡永源寺町 | 2005年2月11日 合併為東近江市   | 東近江市                       |
| 愛知郡東小椋村 | 愛知郡東小椋村             | 1943年4月1日 合併為神崎郡永源寺村 | 1943年4月1日 合併為神崎郡永源寺村 | 1943年4月1日 合併為神崎郡永源寺村 | 1955年4月1日 合併為神崎郡永源寺町 | 2005年2月11日 合併為東近江市   | 東近江市                       |
| 愛知郡東小椋村 | 1892年10月5日 愛知郡高野村 | 1943年4月1日 合併為神崎郡永源寺村 | 1943年4月1日 合併為神崎郡永源寺村 | 1943年4月1日 合併為神崎郡永源寺村 | 1955年4月1日 合併為神崎郡永源寺町 | 2005年2月11日 合併為東近江市   | 東近江市                       |
| 平田村         | 平田村                     | 平田村                            | 平田村                            | 1954年8月15日 合併為八日市市      | 1954年8月15日 合併為八日市市      | 2005年2月11日 合併為東近江市   | 東近江市                       |
| 市邊村         |                            |                                   |                                   | 1954年8月15日 合併為八日市市      | 1954年8月15日 合併為八日市市      | 2005年2月11日 合併為東近江市   | 東近江市                       |
| 玉緒村         |                            |                                   |                                   | 1954年8月15日 合併為八日市市      | 1954年8月15日 合併為八日市市      | 2005年2月11日 合併為東近江市   | 東近江市                       |
| 中野村         | 中野村                     | 中野村                            | 1952年3月21日 神崎郡八日市町      | 1954年8月15日 合併為八日市市      | 1954年8月15日 合併為八日市市      | 2005年2月11日 合併為東近江市   | 東近江市                       |
| 神崎郡八日市町 |                            |                                   | 1952年3月21日 神崎郡八日市町      | 1954年8月15日 合併為八日市市      | 1954年8月15日 合併為八日市市      | 2005年2月11日 合併為東近江市   | 東近江市                       |
| 神崎郡御園村   |                            |                                   |                                   | 1954年8月15日 合併為八日市市      | 1954年8月15日 合併為八日市市      | 2005年2月11日 合併為東近江市   | 東近江市                       |
| 神崎郡建部村   |                            |                                   |                                   | 1954年8月15日 合併為八日市市      | 1954年8月15日 合併為八日市市      | 2005年2月11日 合併為東近江市   | 東近江市                       |
| 北比都佐村     | 北比都佐村                 | 北比都佐村                        | 北比都佐村                        | 北比都佐村                        | 1955年3月16日 合併為日野町        | 1955年3月16日 合併為日野町     | 1955年3月16日 合併為日野町     |
| 南比都佐村     |                            |                                   |                                   |                                   | 1955年3月16日 合併為日野町        | 1955年3月16日 合併為日野町     | 1955年3月16日 合併為日野町     |
| 鎌掛村         |                            |                                   |                                   |                                   | 1955年3月16日 合併為日野町        | 1955年3月16日 合併為日野町     | 1955年3月16日 合併為日野町     |
| 日野町         |                            |                                   |                                   |                                   | 1955年3月16日 合併為日野町        | 1955年3月16日 合併為日野町     | 1955年3月16日 合併為日野町     |
| 西大路村       |                            |                                   |                                   |                                   | 1955年3月16日 合併為日野町        | 1955年3月16日 合併為日野町     | 1955年3月16日 合併為日野町     |
| 櫻谷村         | 1894年5月12日 東櫻谷村     | 1894年5月12日 東櫻谷村            | 1894年5月12日 東櫻谷村            | 1894年5月12日 東櫻谷村            | 1955年3月16日 合併為日野町        | 1955年3月16日 合併為日野町     | 1955年3月16日 合併為日野町     |
| 櫻谷村         | 1894年5月12日 西櫻谷村     |                                   |                                   |                                   | 1955年3月16日 合併為日野町        | 1955年3月16日 合併為日野町     | 1955年3月16日 合併為日野町     |